# Kiek in de Kök (Tallinn)

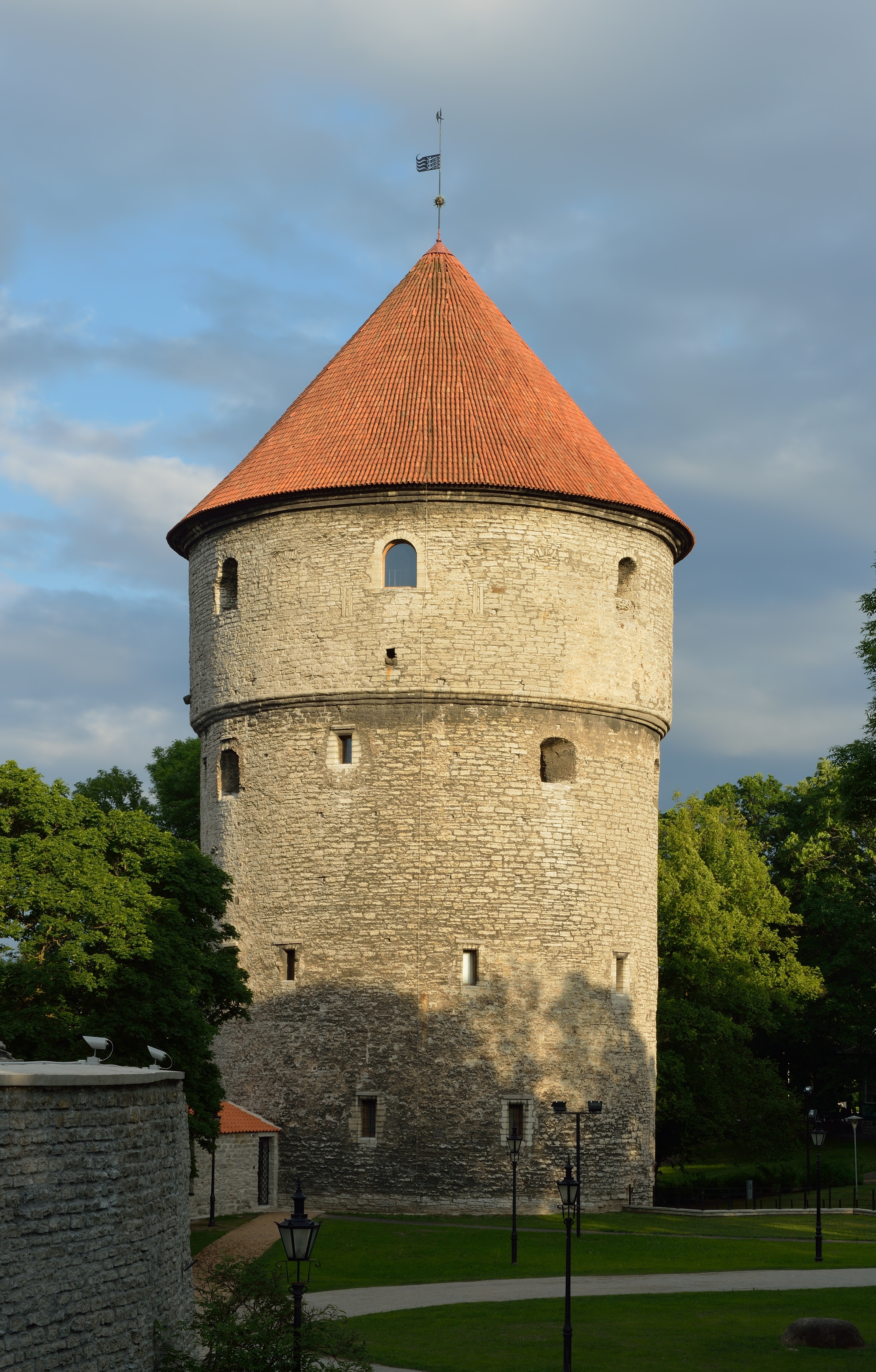
Kiek in de Kök

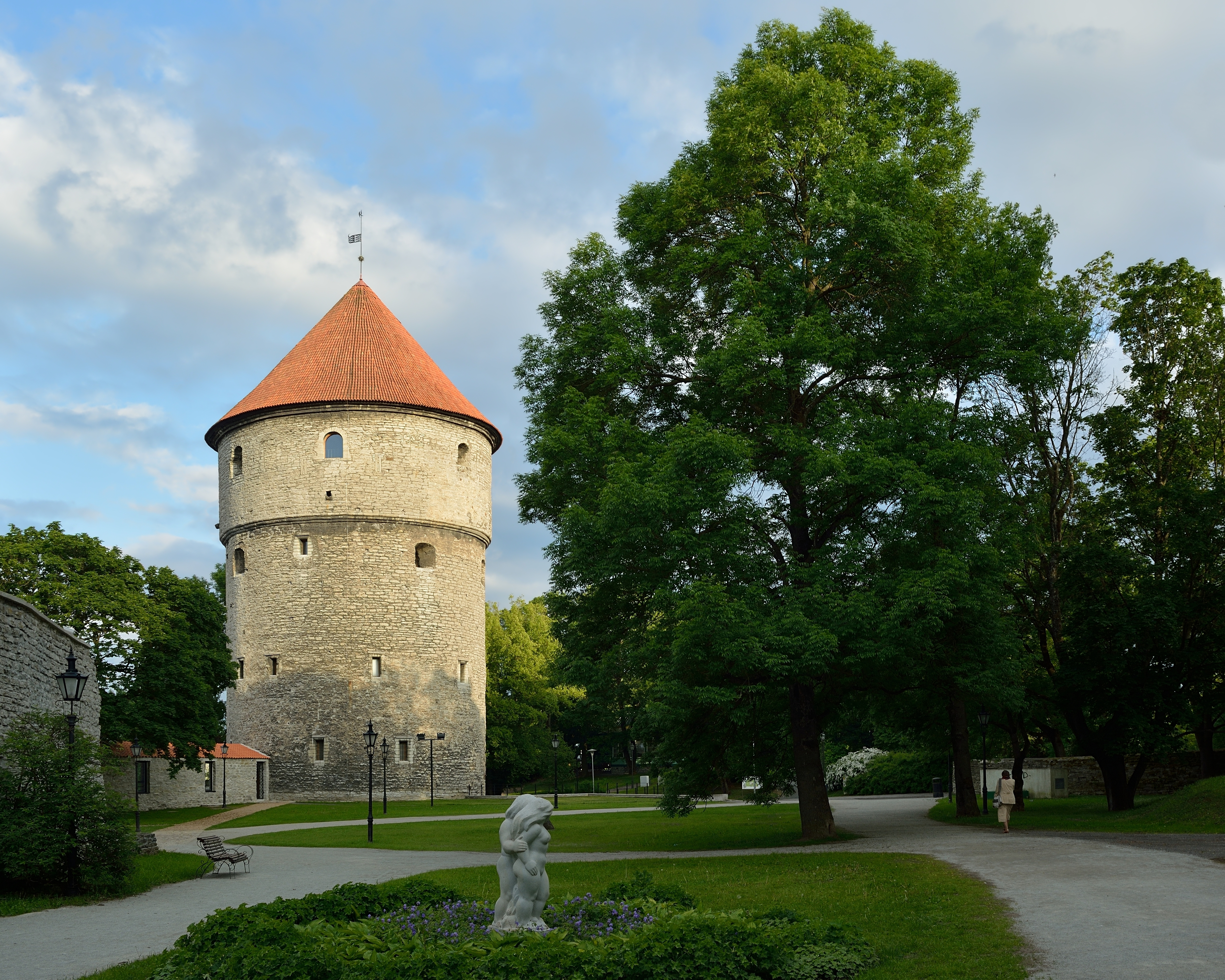
Kiek in de Kök

Kiek in de Kök (hochdeutsch Guck in die Küche) ist ein ehemaliger Kanonenturm in Estlands Hauptstadt Tallinn. Der Turm wurde 1475 gebaut, er ist 38 m hoch, hat einen Durchmesser von 17 m, die Mauern sind 3–4 m dick. Er war seinerzeit der größte seiner Art in Nordeuropa.
Seinen niederdeutschen Namen verdankt er der deutschsprachigen Geschichte im Baltikum. „Kiek in de Kök“ wurde im Mittelalter für Türme geprägt, von denen aus sprichwörtlich in die Küchen der Bürger der Stadt geschaut werden konnte.
Im livländischen Krieg wurde der Turm teilweise zerstört (die in die Wand eingemauerten Kanonenkugeln erinnern an die Schäden), aber später wieder aufgebaut.
Heute ist er komplett restauriert und beherbergt einen Teil des Tallinner Stadtmuseums.
Während des Zweiten Weltkriegs war im Keller des Turms die Sammlung des Estnischen Seefahrtmuseums eingelagert.